# Vunnella
La vunnella (piccola gonna) è il caratteristico abito femminile monticellese che viene indossato nella festa in onore di San Michele Arcangelo che si tiene l'ultima domenica di settembre. Le donne vengono accompagnate da uomini anch'essi in abito caratteristico chiamato "buttero".